# Wadim Tscherwow

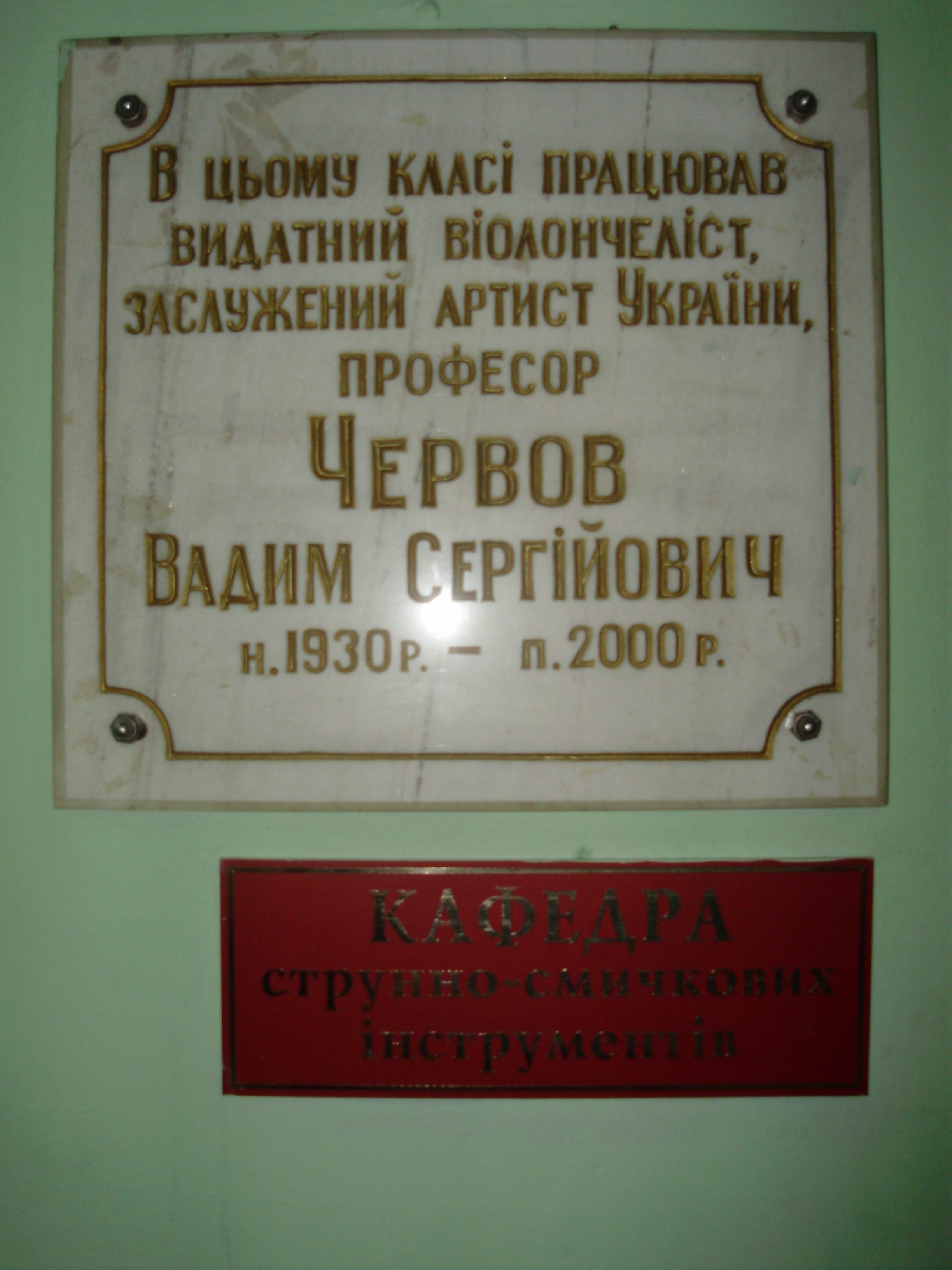
Gedenktafel in der Nationalen Musikakademie der Ukraine, wo Wadim Tscherwow unterrichtete

Wadim Sergejewitsch Tscherwow (russisch Вади́м Серге́евич Черво́в; ukrainisch Вади́м Сергі́йович Черво́в; * 25. Dezember 1930 in Jaroslawl, Sowjetunion; † 8. April 2000 in Kiew, Ukraine) war ein ukrainischer Cellist russischer Herkunft. Tscherwow war Cello-Lehrer und Inhaber des Lehrstuhls für Streichinstrumente an der Nationalen Musikakademie der Ukraine Peter Tschaikowski in Kiew, dem ehemaligen Kiewer Konservatorium.
Seine musikalische Ausbildung erhielt Wadim Tscherwow in Moskauer Konservatorium in Celloklassen von Professoren G. S. Kosolupowa und M. L. Rostropowitsch. Er war als Kammermusikpartner im Trio mit Witalij Sjetschkin (Klavier) und Aleksei Gorochow (Violine) tätig.
| Personendaten    | Personendaten |
| ---------------- | --- |
| NAME             | Tscherwow, Wadim |
| ALTERNATIVNAMEN  | Tscherwow, Wadim Sergejewitsch (vollständiger Name); Черво́в, Вади́м Серге́евич (russisch); Черво́в, Вади́м Сергі́йович (ukrainisch) |
| KURZBESCHREIBUNG | ukrainischer Cellist |
| GEBURTSDATUM     | 25. Dezember 1930 |
| GEBURTSORT       | Jaroslawl |
| STERBEDATUM      | 8. April 2000 |
| STERBEORT        | Kiew |